# Чероне (Верчели)
Чероне је насеље у Италији у округу Верчели, региону Пијемонт.
Према процени из 2011. у насељу је живело 23 становника. Насеље се налази на надморској висини од 166 м.